# 메르세데스-루한 대성당

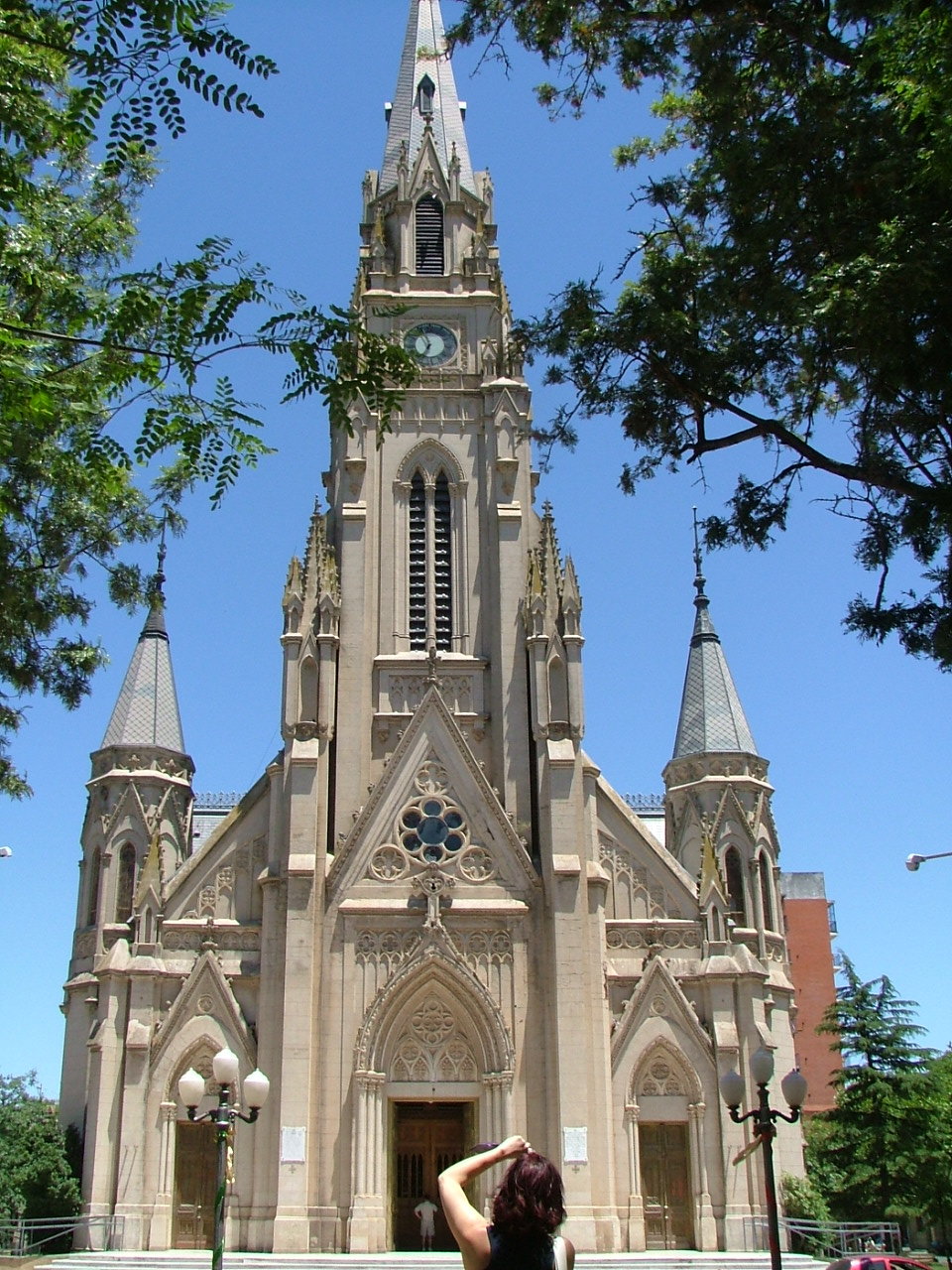
메르세데스-루한 대성당

메르세데스-루한 대성당(스페인어: Catedral Basílica de Mercedes-Luján) 또는 자비의 성모 대성당(스페인어: Catedral Basílica Nuestra Señora de las Mercedes)은 아르헨티나 메르세데스-루한 대교구의 대성당이다. 대성당의 위치는 연방 수도로부터 서쪽으로 100 킬로미터 떨어진 곳에 있다. 1904년 고딕 리바이벌 건축 양식으로 건립되었다. 대성당을 짓는 데 후원했던 돈 사투르니노 운수에와 도나 이네스 운주에 도레고 등의 무덤이 안치되어 있다. 2010년 4월 15일 아르헨티나의 국립기념물로 지정되었다.
대성당의 수호 성인은 자비의 성모이다. 한편 메르세데스-루한 대성당에는 메르세데스-루한 대성당 외에도 더 크고 유명한 또 다른 대성당인 루한의 성모 대성당이 있다.